# Fjodor Michajlovič Rtiščev
Fjodor Michajlovič Rtiščev „Veliký“ (rusky Фёдор Миха́йлович Рти́щев «Большой», 6. [16.] dubna 1626 - 21. června [1. července] 1673, Moskva) byl ruský šlechtic a filantrop a blízký přítel a rádce cara Alexeje I.

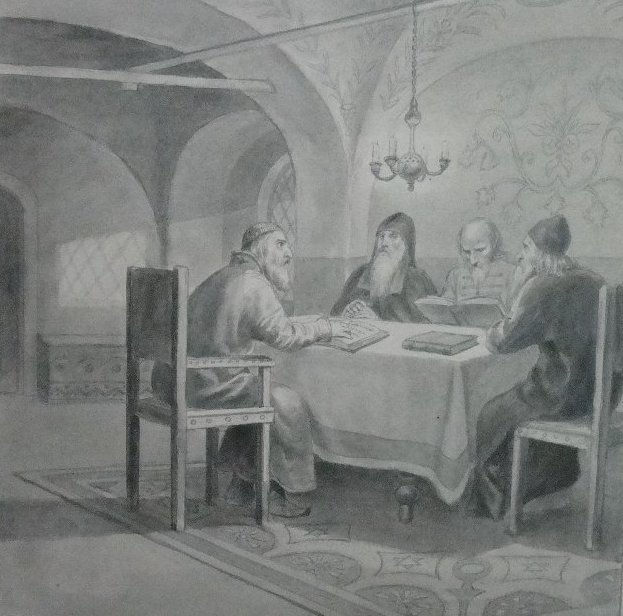
Porada Fjodora Rtiščeva s mnichy, kresba Jakova Prokopjeviče Turlygina, počátek 20. století.

Michajloviče, okolničij, vedoucí různých prikazů, vychovatel, filantrop a mecenáš. Založil klášter sv. Ondřeje, několik nemocnic, škol a chudobinců.
Pro své mravní vlastnosti, příkladný křesťanský život a charitativní činnost získal od svých současníků přezdívku „milosrdný muž“, ale též „carovo svědomí“ či „svědomí cara Alexeje“.

## Život
Fjodor Rtiščev se narodil v dubnu 1626 do rodiny lichvinského šlechtice Michaila Alexejeviče Rtiščeva a jeho manželky Juliany (Uljany) Fjodorovny, rozené Potěmkinové. Dětství trávil střídavě v Moskvě a na panství svého otce ve vesnici Pokrovskoje, asi 32 km (15 verst) od Lichvinu. V letech 1635-1636 rodina žila ve městě Těmnikov, kde byl otec jmenován vojevodou. Fjodorova matka zemřela brzy a o jeho dětství nejsou známy žádné podrobnosti.
Ve věku 15 let nastoupil vojenskou službu a poté se, stejně jako jeho otec, stal městským šlechticem v Lichvinu s přidělením půdy. V roce 1645 byl čtyři měsíce spolu se svým otcem (v té době již moskevským šlechticem) a bratrem v Tule, v pluku knížete Jakova Kudenetoviče Čerkasského, kde měli chránit ruské hranice před nájezdy Krymčáků a Nogajců.
V roce 1645, krátce po smrti cara Michaila Fjodoroviče, byli Rtiščevové novým carem Alexejem I. povoláni z Tuly do Moskvy, kde Fjodor Michajlovič získal hodnost strjapčího (komorníka) pro vnitřní místnosti panovníka a na podzim 1646 postoupil na pozici správce paláce. V srpnu 1650 byl povýšen do hodnosti ložníka (strážce panovníkova lože) a stal se jednou z osbo blízkých carovi.
V letech 1654-1655 doprovázel Fjodor Michajlovič panovníka při jeho tažení proti Polsko-litevské unii. V září 1655 byl jako zmocněnec poslán k polskému hejtmanovi Litvy Vincentu Gonsevskému s oznámením o souhlasu s vedením mírových jednání. Po překročení Němenu byl však Rtiščev Litevci zatčen a převezen do města Krynki u Grodna. Teprve na základě carova dopisu, který dosvědčoval, že je vyslancem cara, byl Fjodor Michajlovič propuštěn. Poté jednal v Brestu s Pavlem Sapiehou, který zastupoval Gonsevského. Hlavním úspěchem Rtiščeva na těchto jednáních bylo vyplnění tajného příkazu rozšíření titulu moskevského panovníka o titul pána „Malé i Bílé Rusi“. Začátkem listopadu 1655 dorazil Rtiščev do Smolenska, kde se setkal s carem.
Počátkem roku 1656 získal úřad okolničího, jeho plat však byl o mnoho vyšší, než byl obvyklý plat v této funkci. Současně jej car „usadil v paláci“, což znamená, že ho jmenoval do funkcí, kterou obvykle zastávají pouze bojaři. Car mu bojarský titul chtěl udělit, Ritščev to však odmítl.
V květnu 1656 Rtiščev doprovázel cara při jeho tažení proti Švédsku a po návratu do Moskvy byl jmenován soudcem pro obsazenou Litvu a jednal jménem cara o převzetí polsko-litevského trůnu.
V létě 1663 se měly uskutečnit volby hejtmana levobřežní Ukrajiny. O temto post se ucházeli tři kandidáti: dosazený hejtman Jakym Somko, plukovník Ivan Zolotarenko a záporožskýí koševý ataman Ivan Martynovyč Brjuchověckyj.
Nicméně Jakym Somko a několik dalších plukovníků a vyšších kozáků prohlásili, že nejvhodnějším vládcem Malé Rusi by byl Rtiščev, protože „má náklonnost k Malorusům, upozorňuje cara na jejich žádosti a je pozorný k jejich vyslancům...“ Ke zvolení F. M. Rtiščeva vládcem Malé Rusi však nedošlo a hejtmanství získal Ivan Brjuchoveckyj.
Ruský historik Vasilij Ključevskij napsal, že Fjodor Rtiščev předběhl dobu. Moderní historik a publicista Pjotr Romanov píše ve své knize „Možné Rusko. Ruští evolucionisté“, že Rtiščev „vykupoval ruské zajatce a dokonce jako předchůdce Červeného kříže poskytoval pomoc i nepřátelským vojákům, kteří z bojiště odváželi nejen své, ale i cizí zraněné... Rtiščev byl jedním z prvních, kdo pochopil, jaká nespravedlnost a zlo je nevolnictví“. Před svou smrtí Rtiščev vyslovil přání, aby byli svobodně propuštěni všichni jeho služebníci.

### Manželství a potomstvo
Fjodor Michajlovič Rtiščev byl ženatý s Xenií Matvejevnou Zubovovou. Svatba se konala kolem roku 1646 a z jejich manželství se narodily dvě dcery:
- Anna Fjodorovna, provdaná kněžna Prozorovská (manžel - kníže Pjotr Ivanovič Prozorovskij)
- Akulina Fjodorovna, provdaná kněžna Odojevskou (manžel - kníže Vasilij Fjodorovič Odojevskij). [10] [11]